# امام‌علی رحمان
امامعلی رحمان (به تاجیکی: Эмомали Раҳмон; زادهٔ امامعلی شریفویچ رحمانوف سیاستمدار تاجیک است که از سال ۱۹۹۴ به عنوان رئیس‌جمهور تاجیکستان فعالیت می‌کند. پیش از این، وی از سال ۱۹۹۲ تا ۱۹۹۴ ریاست مجلس عالی تاجیکستان را بر عهده داشت. او همچنین از ۱۸ مارس ۱۹۹۸ رهبر حزب دموکراتیک خلق تاجیکستان، حزب حاکم در مجلس تاجیکستان، است. در ۳۰ سپتامبر ۱۹۹۹، رحمان به عنوان معاون رئیس مجمع عمومی سازمان ملل متحد برای یک دوره یک ساله انتخاب شد.
در دوره پس از لغو مقام ریاست جمهوری در سال ۱۹۹۲ و در طول جنگ داخلی تاجیکستان، رحمان به عنوان چهره‌ای در تلاش‌های مصالحه میان گروه‌های سیاسی مختلف، از جمله کمونیست‌ها، نو کمونیست‌ها، لیبرال-دموکرات‌ها، ملی‌گراها و اسلام‌گراها (اپوزیسیون متحد تاجیک) ظاهر شد.
رحمان در پنج دوره انتخابات ریاست جمهوری به پیروزی دست یافته است. و از آنزمان تا به حال تغییراتی در اختیارات ریاست جمهوری از طریق همه‌پرسی‌های قانون اساسی در سال‌های ۱۹۹۹ و ۲۰۰۳ اعمال شد. از ۲۵ دسامبر ۲۰۱۵، عناوین "بنیانگذار صلح و وحدت ملی" و "رهبر ملت" به رحمان اعطا شد. پس از همه‌پرسی قانون اساسی سال ۲۰۱۶، اصلاحاتی در قانون اساسی به تصویب رسید که محدودیت‌های دوره‌های ریاست جمهوری را حذف کرد.
مطابق با گزارش‌های سازمان‌های بین‌المللی و نهادهای حقوق بشر، نگرانی‌هایی در مورد محدودیت‌های فضای سیاسی، نقض حقوق و آزادی‌های فردی، شفافیت انتخابات، و ادعاهایی در خصوص فساد و خویشاوندسالاری در تاجیکستان مطرح شده است. برخی گزارش‌ها به حضور اعضای خانواده رحمان در مناصب کلیدی دولتی، از جمله رستم امامعلی به عنوان رئیس مجلس عالی و شهردار دوشنبه، اشاره دارند.

## اوایل زندگی
رحمان با نام امامعلی شرفوویچ رحمانوف از شریف رحمانوف (ح. ۱۹۱۲–۱۹۹۲) و مریم شریفووا (۱۹۱۰–۲۰۰۴)، در یک خانواده دهقانی در دنغره، اُبلاست کولاب (استان ختلان امروزی) به دنیا آمد. پدرش از جانبازان ارتش سرخ در جنگ جهانی دوم و دریافت کننده نشان افتخار درجه ۲ و ۳ بود. از سال ۱۹۷۱ تا ۱۹۷۴، رحمان در ناوگان اقیانوس آرام شوروی خدمت کرد و در طی آن در سرزمین پریمورسکی مستقر بود. پس از اتمام خدمت سربازی، رحمان به روستای زادگاهش بازگشت و مدتی به عنوان برقکار کار کرد.
به عنوان یک دستگاه‌دار در حال رشد در تاجیکستان، او رئیس مزرعه دولتی جمعی زادگاهش ناحیه دنغره شد. بر اساس زندگی‌نامه رسمی او، رحمان در سال ۱۹۸۲ از دانشگاه ملی تاجیکستان با مدرک تخصصی اقتصاد فارغ التحصیل شد. پس از چند سال کار در سوخوز دنغره، رحمان در سال ۱۹۸۷ به عنوان رئیس سوخوز منصوب شد.

## سیاست‌های اولیه
در سال ۱۹۹۰، رحمان به عنوان نماینده مردمی در شورای عالی جمهوری شوروی سوسیالیستی تاجیکستان انتخاب شد. رئیس جمهور رحمان نبی‌اف در ماههای نخست جنگ داخلی در اوت ۱۹۹۲ مجبور به استعفا شد. اکبرشاه اسکندرف، رئیس شورای عالی، سرپرست ریاست جمهوری شد. اسکندرف در نوامبر ۱۹۹۲ در تلاش برای پایان دادن به ناآرامی‌های مدنی استعفا داد. در همان ماه، شورای عالی در خجند شانزدهمین جلسه خود تشکیل جلسه داد و تاجیکستان را جمهوری پارلمانی اعلام کرد. سپس رحمان توسط اعضای شورای عالی به عنوان رئیس آن انتخاب شد (از آنجا که نظام جمهوری پارلمانی که توسط تاجیکستان اتخاذ شده بود، رئیس‌جمهور تشریفاتی را پیش‌بینی نمی‌کرد، او همچنین رئیس دولت بود). یعقوب سلیم‌اف وزیر کشور سابق بعداً به یاد آورد که انتصاب رحمان به این دلیل انجام شد که او «بی‌تفاوت» بود، به طوری که سایر فرماندهان میدانی فکر می‌کردند که می‌توان او را «پس از انجام وظیفه‌اش» کنار گذاشت.

## ریاست جمهوری (۱۹۹۴–اکنون)

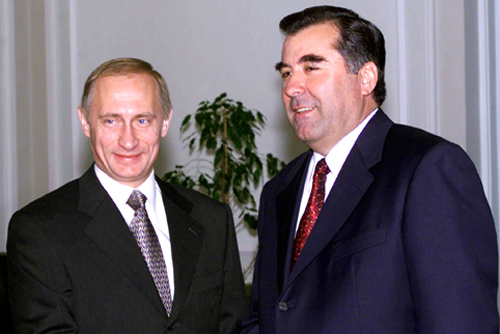
رحمان با رئیس‌جمهور روسیه، ولادیمیر پوتین، ۲۰۰۰

در سال ۱۹۹۴، قانون اساسی جدید، ریاست جمهوری را دوباره برقرار کرد. رحمان در انتخابات ۶ نوامبر ۱۹۹۴ به این سمت انتخاب شد و ده روز بعد سوگند یاد کرد. در طول جنگ داخلی که از سال ۱۹۹۲ تا ۱۹۹۷ به طول انجامید، حکومت رحمان توسط اپوزیسیون متحد تاجیک مورد مخالفت قرار گرفت. در این جنگ حدود ۱۰۰٬۰۰۰ نفر کشته شدند. او از یک سوءقصد در ۳۰ آوریل ۱۹۹۷ در خجند، و همچنین دو کودتای نافرجام در اوت ۱۹۹۷ و نوامبر ۱۹۹۸ جان سالم به در برد.

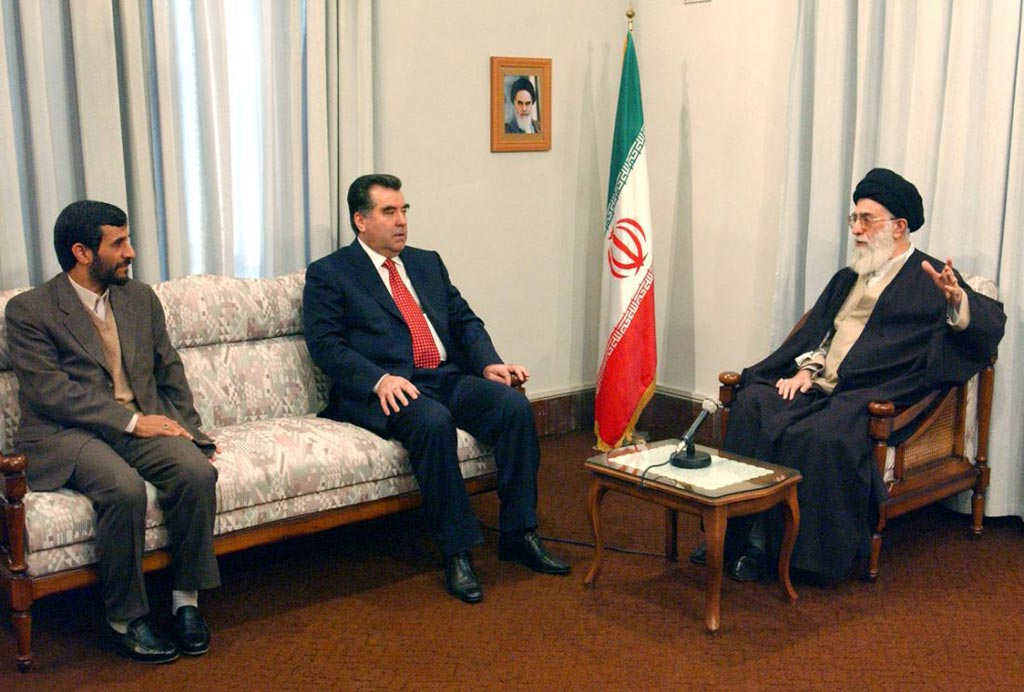
دیدار رئیس‌جمهور تاجیکستان با رهبر ایران سید علی خامنه‌ای و رئیس‌جمهور ایران محمود احمدی‌نژاد، ژانویه ۲۰۰۶

پس از تغییرات قانون اساسی، او در ۶ نوامبر ۱۹۹۹ برای یک دوره هفت ساله دوباره انتخاب شد و رسماً ۹۷٪ آرا را به دست آورد.
در ۲۲ ژوئن ۲۰۰۳، یک همه‌پرسی تصویب شد که به او اجازه می‌داد پس از پایان دوره ریاست جمهوری‌اش در سال ۲۰۰۶، برای دو دوره هفت ساله متوالی دیگر نامزد شود. رحمان در ۶ نوامبر ۲۰۰۶ در انتخابات ریاست‌جمهوری، برای یک دوره هفت ساله دیگر انتخاب شد و طبق نتایج رسمی، حدود ۷۹٪ آرا را به دست آورد.
در یک سند دیپلماتیک که در سال ۲۰۱۰ افشا شد، سفیر ایالات متحده در تاجیکستان گزارش داد که رحمان و خانواده‌اش مشاغل اصلی کشور، از جمله بزرگترین بانک را کنترل می‌کنند. در ۶ نوامبر ۲۰۱۳، او در انتخابات ریاست‌جمهوری را با حدود ۸۴٪ آرا برای بار دیگر پیروز شد. سازمان امنیت و همکاری اروپا طی اظهار نظری مدعی شد که این انتخابات فاقد "انتخاب واقعی و تکثرگرایی معنادار" بود.
در دسامبر ۲۰۱۵، قانونی که توسط پارلمان تاجیکستان تصویب شد، به رحمان عنوان "بنیانگذار صلح و وحدت ملی - پیشوای ملت" (تاجیکی: Асосгузори сулҳу ваҳдати миллӣ – Пешвои миллат، ت. «Asosguzori sulhu vahdati millî – Peshvo'i millat») را داد. جزء "پیشوای ملت" اغلب به عنوان یک عنوان کوتاه‌تر استفاده می‌شود. این قانون علاوه بر اعطای مصونیت مادام‌العمر از پیگرد قانونی به رحمان، مزایای مادام‌العمر دیگری نیز به او اعطا کرد، از جمله قدرت وتو بر تمام تصمیمات مهم دولتی، آزادی سخنرانی برای ملت و پارلمان در مورد تمام مسائلی که مهم می‌داند و امتیاز حضور در تمام جلسات دولتی و جلسات پارلمان.
در ۲۲ مه ۲۰۱۶، یک همه‌پرسی سراسری تعدادی از تغییرات در قانون اساسی کشور را تصویب کرد. از جمله تغییرات اصلی، حذف محدودیت‌های دوره ریاست جمهوری برای رحمان، ممنوعیت احزاب سیاسی مذهبی مانند حزب نهضت اسلامی و کاهش حداقل سن واجد شرایط برای نامزدهای ریاست جمهوری از ۳۵ به ۳۰ سال بود که به پسر بزرگ رحمان، رستم امامعلی، اجازه داد هر زمان پس از سال ۲۰۱۷ برای ریاست جمهوری نامزد شود. در ژانویه ۲۰۱۷، رستم امامعلی به عنوان شهردار دوشنبه، بزرگترین شهر و پایتخت کشور منصوب شد.
در نوامبر ۲۰۱۸، رحمان یک نیروگاه برق آبی را برای حل مشکلات انرژی افتتاح کرد. در اکتبر ۲۰۲۰، او بار دیگر با ۹۰٫۹۲٪ آرا، برای پنجمین دوره به عنوان رئیس‌جمهور انتخاب شد. در ژوئیه ۲۰۲۱، بیش از ۱۰۰۰ سرباز و غیرنظامی افغان پس از اینکه شورشیان طالبان کنترل بسیاری از مناطق افغانستان را به دست گرفتند، به تاجیکستان گریختند. در پاسخ، رحمان دستور داد ۲۰۰۰۰ نیروی ذخیره از نیروهای زمینی کشور به مرز افغانستان و تاجیکستان اعزام شوند.

### سیاست مذهبی

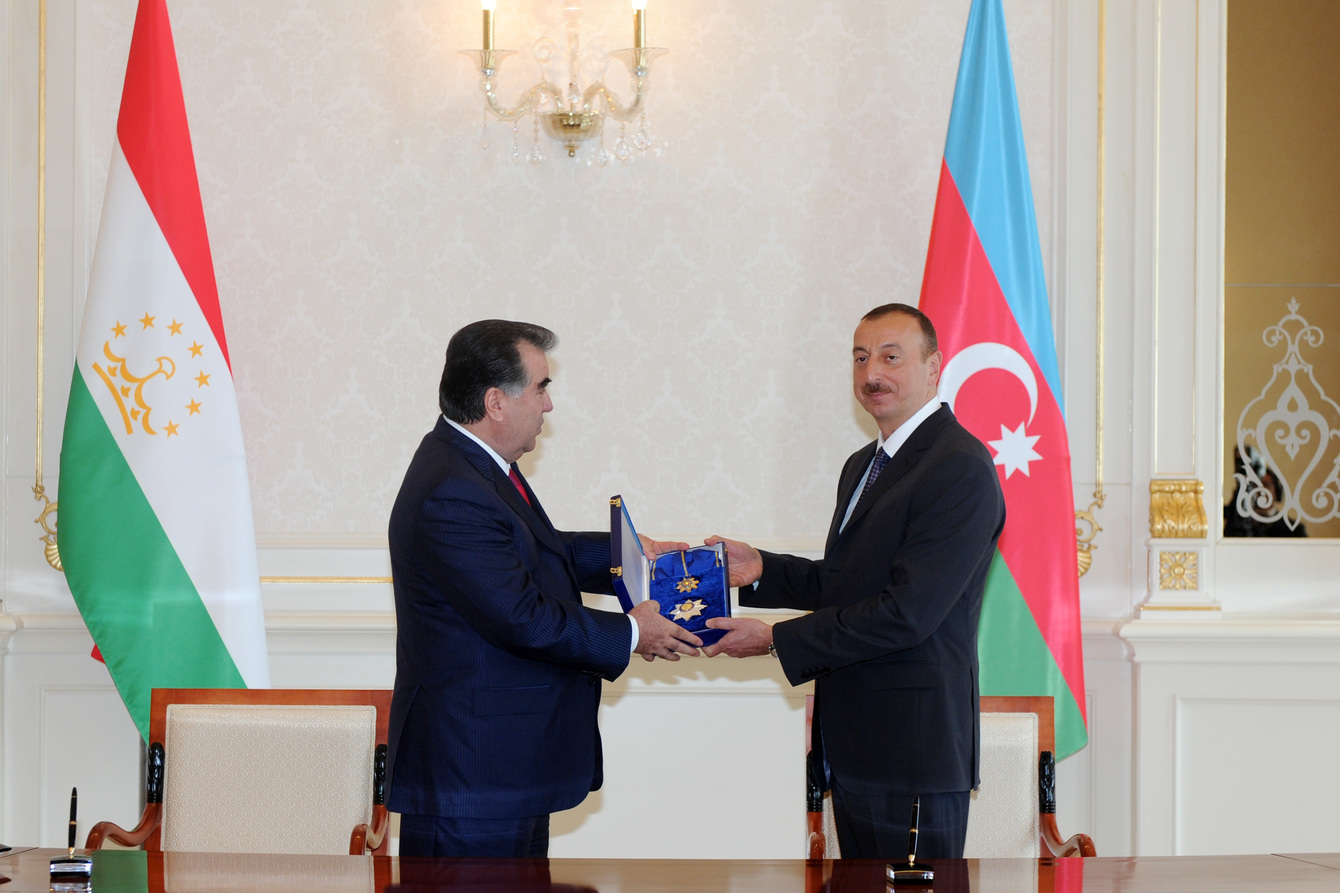
رحمان با رئیس‌جمهور آذربایجان الهام علی‌اف در باکو، دسامبر ۲۰۱۲

رحمان یک مسلمان سنی است و اغلب بر پیشینه مسلمان خود تأکید کرده است، اگرچه دولت او مواردی چون حجاب داشتن، حج رفتن و یا ریش گذاشتن مردان را ممنوع کرده است. دولت ممنوعیت‌هایی را برای ریش؛ حضور در مسجد برای زنان و کودکان زیر ۱۸ سال؛ حج برای افراد زیر ۴۰ سال؛ تحصیل در مدارس اسلامی خارج از تاجیکستان؛ تولید، واردات یا صادرات کتاب‌های اسلامی بدون مجوز، اجرا شده در سال ۲۰۱۷؛ استفاده از بلندگو برای پخش اذان؛ روسری؛ مدارس دینی؛ احزاب سیاسی اسلام‌گرا؛ و نام‌های عربی، اجرا شده در سال ۲۰۱۶ اعمال کرد. علاوه بر این، مساجد به شدت تحت نظارت هستند، ارائه آموزش‌های غیررسمی اسلامی می‌تواند منجر به ۱۲ سال حبس شود و برای دریافت مجوز برای تأسیس یک سازمان اسلامی، انتشار یک کتاب اسلامی یا رفتن به زیارت مکه، فرآیندی دشوار لازم است. در ژانویه ۲۰۱۶، رحمان به همراه تعدادی از فرزندان و اعضای ارشد دولت خود، عمره را انجام داد. این چهارمین سفر زیارتی او به مکه بود.
پاسخ او به منتقدان استانداردهای انتخابات ریاست جمهوری تاجیکستان ۲۰۰۶ این بود: 
| « | "در تاجیکستان، بیش از ۹۹ درصد ساکنان اینجا مسلمان هستند. ما فرهنگی کاملاً متفاوت داریم. شما باید این را در نظر بگیرید". | » |

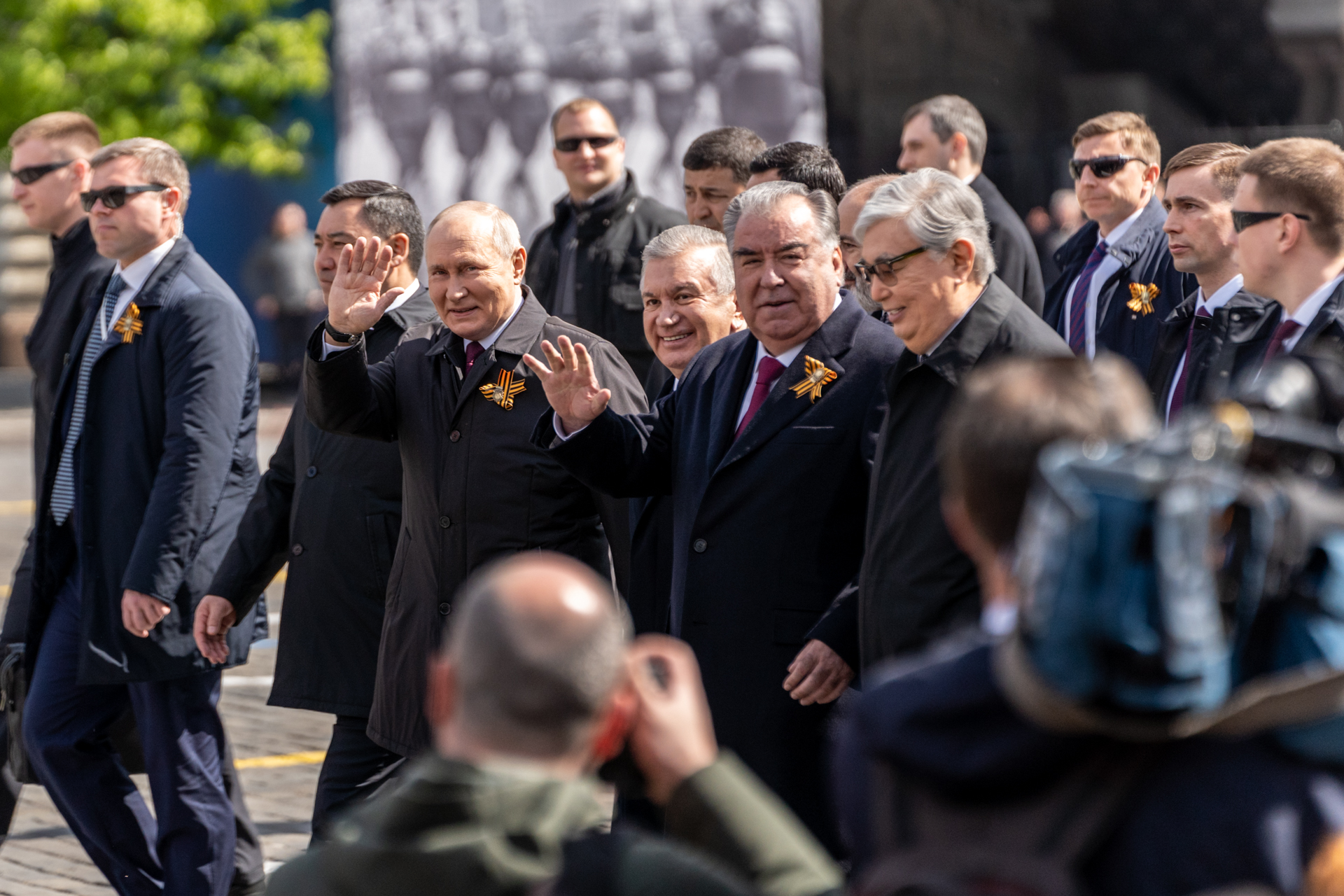
رحمان همراه پوتین، در [https://en.m.wikipedia.org/wiki/2023_Moscow_Victory_Day_Parade رژه روز پیروزی مسکو ۲۰۲۳

در جریان جلسه سازمان همکاری اسلامی در سال ۲۰۱۰ در دوشنبه، رحمان برعلیه استفاده از اسلام برای اهداف سیاسی، سخنرانی کرد و گفت که "تروریسم، تروریست‌ها، نه ملت دارند، نه کشور، نه مذهب... استفاده از نام "تروریسم اسلامی" فقط اسلام را بی‌اعتبار می‌کند و به دین پاک و بی‌ضرر اسلام بی‌احترامی می‌کند."
در سال ۲۰۱۷، دولت تاجیکستان قانونی را تصویب کرد که مردم را ملزم به "پایبندی به لباس‌ها و فرهنگ ملی سنتی" می‌کند، که به طور گسترده به عنوان تلاشی برای جلوگیری از پوشیدن لباس‌های اسلامی توسط زنان، به ویژه سبک روسری که به زیر چانه بسته می‌شود، در تضاد با روسری سنتی تاجیکی که پشت سر بسته می‌شود، تلقی شده است.
تا سال ۲۰۲۴، جنبش سلفی و چندهمسری در تاجیکستان محبوب شدند، علیرغم اینکه هر دو رسماً توسط دولت ممنوع شده‌اند.

## زندگی شخصی

### خانواده

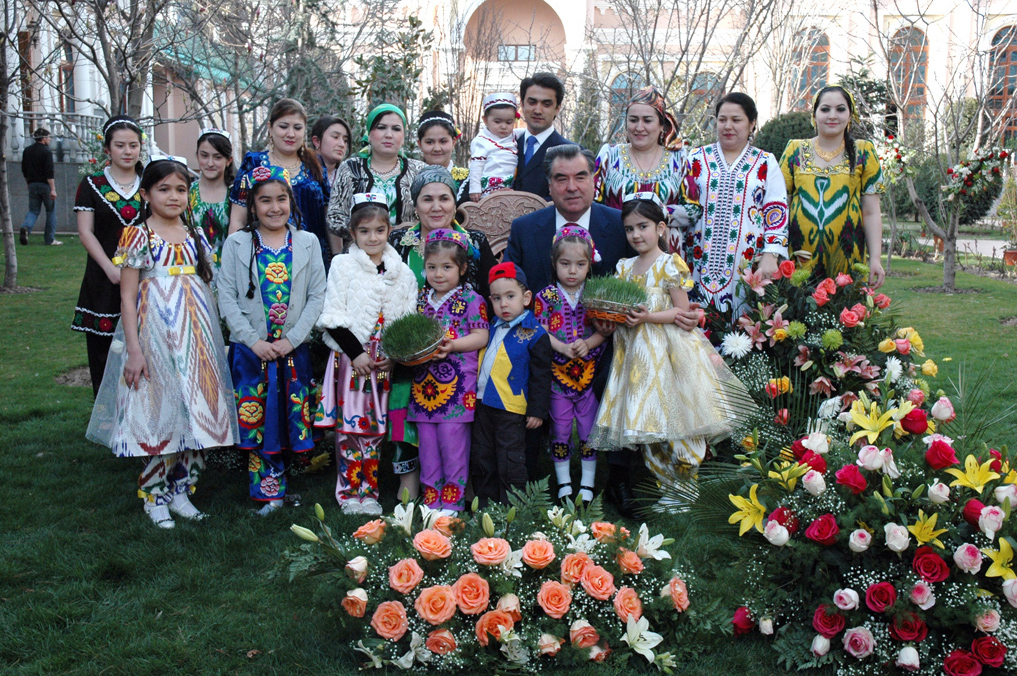
امامعلی رحمان به همراه خانواده‌اش، ۲۰۱۱

او با عزیزماه اسدالله‌یوا ازدواج کرده و نه فرزند دارد. دو تن از فرزندان او، رستم امامعلی و آزاده رحمان، مقامات ارشد دولت او هستند. در حالی که دختر دیگرش، زرینه رحمان، در ژانویه ۲۰۱۷ به عنوان معاون رئیس اورین‌بانک منصوب شد. به طور گسترده‌ای اعتقاد بر این است که رستم جانشین پدرش خواهد بود.
گفته می‌شود رحمان خواهری داشته که در ۲۰ ژوئیه ۲۰۲۱ در بیمارستانی بر اثر COVID-19 درگذشته است. به گزارش رسانه‌های محلی، پس از این اتفاق پسران او وزیر بهداشت و یک پزشک ارشد را مورد ضرب و شتم قرار دادند.
گفته می‌شود یکی از نوه‌های او در سن نه سالگی یک آپارتمان ساحلی لوکس سه خوابه در پالم جمیرای دبی خریداری کرده است. ارزش این ملک اکنون بیش از ۱٫۳ میلیون دلار است و سالانه حدود ۵۵٬۰۰۰ دلار درآمد اجاره تولید می‌کند.

### تغییر نام‌ها
در مارس ۲۰۰۷، رحمانُف نام خانوادگی خود را به رحمان تغییر داد و پسوند "-ُف" به سبک روسی را حذف کرد. او همچنین نام پدرش، شریفوویچ را به طور کلی از نام خود حذف کرد. رحمان توضیح داد که این کار را به احترام میراث فرهنگی خود انجام داده است. پس از این اقدام، تعداد زیادی از مقامات دولتی، از جمله نمایندگان مجلس و کارمندان دولت، نیز نام‌های خانوادگی خود را از پسوند "-ُف" و نام‌های میانی به سبک روسی حذف کردند. در آوریل ۲۰۱۶، تاجیکستان رسماً دادن نام‌های میانی و نام‌های خانوادگی به سبک روسی به نوزادان را ممنوع کرد.

## افتخارات و جوایز
- دکترای افتخاری رهبری از دانشگاه فناوری خلاق لیم‌کوک‌وینگ (LUCT)[۵۵]
- قهرمان تاجیکستان
- نشان مبارک کبیر
- نشان شاهزاده یاروسلاو خردمند (۲۰۰۸)
- نشان سه ستاره (۲۰۰۹)
- نشان لیاقت اوکراین (۲۰۱۱)
- نشان حیدر علی‌اف (۲۰۱۲)
- نشان رئیس جمهور ترکمنستان (۲۰۱۲)
- نشان جمهوری صربستان (۲۰۱۳)[۵۶]
- نشان الکساندر نوسکی (۲۰۱۷)[۵۷]
- نشان پاراسات (۲۰۱۸)[۵۸]
- نشان افتخار سران کشورهای آسیای میانه (۲۰۲۱)[۵۹]
- نشان "برای شایستگی میهن" (۲۰۲۲)[۶۰]
- دکترای افتخاری هنر از دانشگاه قاهره (۲۰۲۲)[۶۱]
- نشان عقاب طلایی (۲۰۲۳)[۶۲]
- نشان دوستی (چین) (۲۰۲۴)